# João Viles
João Viles foi um navegador português do Século XV.

## Biografia

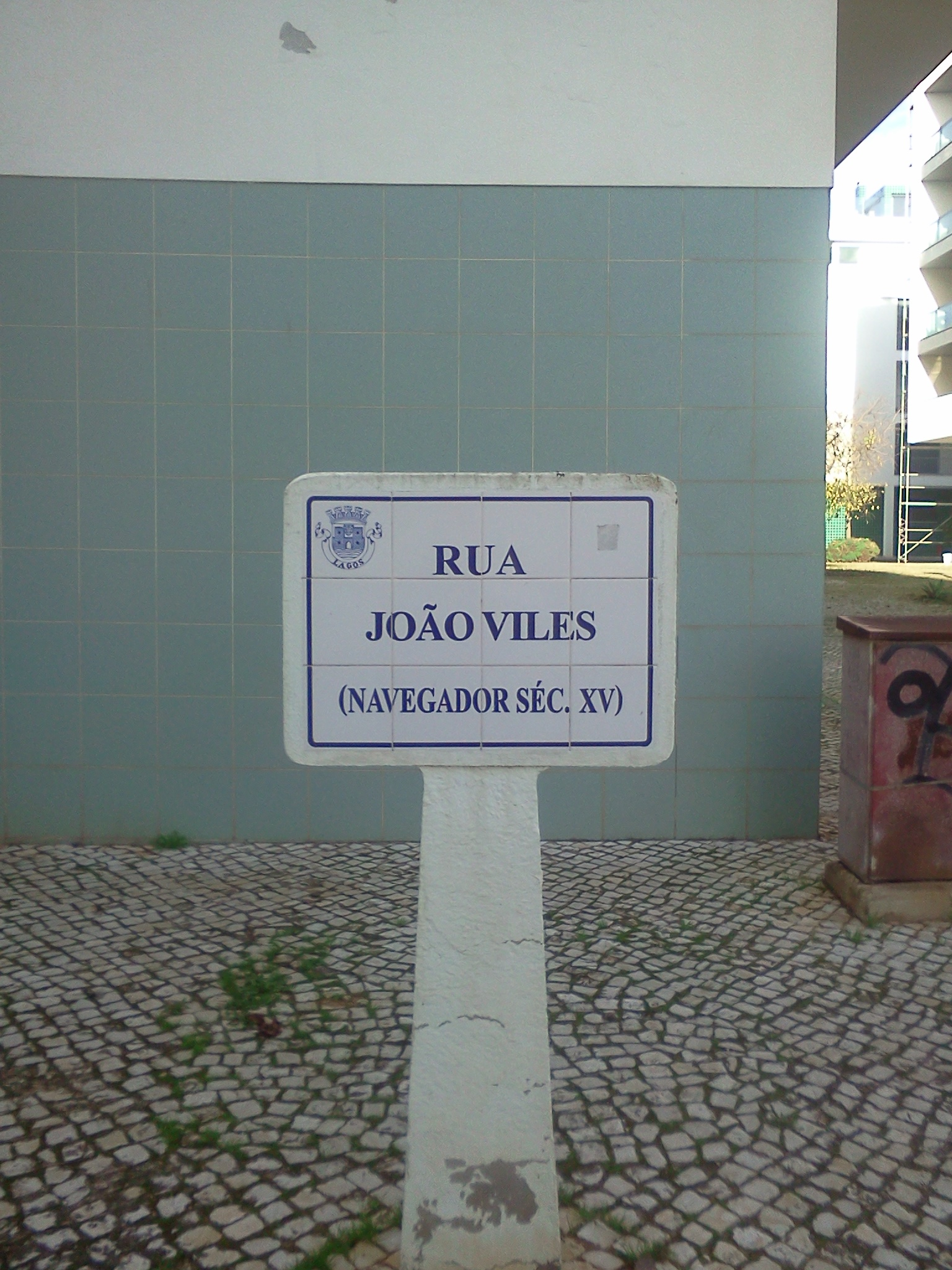
Placa toponímica da Rua João Viles, na cidade de Lagos.

Exerceu como escrivão, tendo sido destacado para ir a bordo de uma das nove caravelas de Estêvão Afonso, armadas em 1446 na localidade de Lagos, com destino à costa africana.

## Homenagens
Em 3 de Março de 2004, a Câmara Municipal de Lagos colocou o nome de João Viles numa rua do concelho.